# Carinodes valladolidensis
Carinodes valladolidensis là một loài tò vò trong họ Ichneumonidae.